# NGC 3409
NGC 3409 est une galaxie spirale barrée vue par la tranche et située dans la constellation de l'Hydre. NGC 3409 a été découverte par l'astronome américain Francis Leavenworth en 1886.

## Caractéristiques
Sa vitesse par rapport au fond diffus cosmologique est de 6 517 ± 26 km/s, ce qui correspond à une distance de Hubble de 96,1 ± 6,7 Mpc (∼313 millions d'al).
À ce jour, quatre mesures non basées sur le décalage vers le rouge (redshift) donnent une distance de 83,725 ± 8,414 Mpc (∼273 millions d'al), ce qui est à l'intérieur des valeurs de la distance de Hubble. Notons cependant que c'est avec la valeur moyenne des mesures indépendantes, lorsqu'elles existent, que la base de données NASA/IPAC calcule le diamètre d'une galaxie et qu'en conséquence le diamètre de NGC 3409 pourrait être d'environ 34,4 kpc (∼112 000 al) si on utilisait la distance de Hubble pour le calculer.
La classe de luminosité de NGC 3409 est III et elle présente une large raie HI.